# Xã Clark, Quận Aitkin, Minnesota
Xã Clark (tiếng Anh: Clark Township) là một xã thuộc quận Aitkin, tiểu bang Minnesota, Hoa Kỳ. Năm 2010, dân số của xã này là 169 người.